# Bengy-sur-Craon
Bengy-sur-Craon è un comune francese di 719 abitanti situato nel dipartimento del Cher, nella regione del Centro-Valle della Loira.

## Società

### Evoluzione demografica
Abitanti censiti